# Helmut König (Medailleur)
Helmut König (* 1. Oktober 1934 in Mailand, Italien; † 24. März 2017 in Zella-Mehlis) war ein Thüringer Medailleur und Graveur.

## Leben
König wurde als Sohn des Feinmechanikermeisters Willy König am 1. Oktober 1934 in Mailand geboren. Nach dem Besuch der Volksschule in Zella-Mehlis, Thüringen, erlernte er ab 1949 den Beruf des Jagdwaffengraveurs. Danach folgte bis 1952 die Ausbildung zum Stahlstempelschneider. Die Meisterprüfung legte Helmut König 1962 ab, nachdem er in verschiedenen Betrieben als Graveur tätig war. Er lebte bis zu seinem Tode am 24. März 2017 in Zella-Mehlis.

## Wirken
Seit 1972 war König selbständiger Handwerker. Seine erste Medaille schuf er 1974 im Auftrag des Kulturbundes der DDR. 1977 wurde König mit dem DDR-Titel „Anerkannter Kunsthandwerker“ ausgezeichnet. 1982 erhielt er die Verdienstmedaille der DDR. 1986 wurde er in den Verband Bildender Künstler der DDR aufgenommen sowie 1989 in den Verband bildender Künstler Thüringens e. V., Erfurt.
König hat als Stempelschneider und Medailleur über 2000 Prägemedaillen hergestellt, zumeist auf eigener 200-Tonnen-Presse, so etwa jahrzehntelang die Goldene Medaille der Goethe-Gesellschaft in Weimar. Medaillenentwürfe von Helmut König finden sich heute in zahlreichen Ausstellungen und Museen, wie die Medaille mit dem Bildnis von Friedrich Schiller nach David d’Angers, die er zum 175. Todestag des Dichters schuf und die 1994 Aufnahme in den Bestand des Münzkabinetts der Staatlichen Kunstsammlungen Dresden fand.
König gilt als Altmeister der Tradition südthüringischer Medaillenprägung.

## Teilnahme an Ausstellungen (unvollständig)
- 1978 und 1984: Suhl, Bezirkskunstausstellungen
- 1982/1983 und 1987/1988: Dresden, IX. und X. Kunstausstellung der DDR
- 2011: Dresden, Hausmannsturm („Die deutsche Kunstmedaille der Gegenwart“)[10]